# Manifestations de 2025 en Turquie
Les manifestations de 2025 en Turquie sont une série de manifestations majeures survenues en Turquie à partir du 19 mars 2025 à la suite de l'annulation du diplôme universitaire et la mise en examen du maire d'Istanbul, Ekrem İmamoğlu, par les autorités turques. Ces décisions sont perçues par les manifestants comme une manœuvre politique visant à écarter un rival potentiel du président Recep Tayyip Erdoğan pour l'élection présidentielle de 2028. Plus largement, les manifestations expriment une défiance vis à vis d'un système judiciaire jugé partial et une exaspération vis à vis de l'AKP au pouvoir depuis plus de 20 ans.
Au cours de la première semaine du mouvement et malgré les interdictions de manifester prises par les préfectures d'Istanbul puis d'Ankara et Izmir, les manifestations sont soutenues et encadrées par le Parti républicain du peuple (CHP) et de nombreux autres partis politiques, organisations et associations. Des centaines de milliers de personnes manifestent tous les soirs dans presque toutes les villes de Turquie (notamment à Istanbul, Ankara et Izmir), la plus grande foule se réunissant devant le siège de la municipalité métropolitaine d'Istanbul. Les étudiants jouent un rôle majeur dans ces manifestations,.
Les manifestants représentent un large spectre idéologique, incluant des individus de l'extrême droite nationaliste aux partis pro-kurdes et à la gauche révolutionnaire. Dans ce contexte, les symboles de la République, notamment Atatürk, sont fréquemment utilisés comme cadre unificateur et point de référence symbolique tout au long des manifestations.
Dix journalistes, dont un photographe de l'Agence France-Presse, qui couvraient les manifestations sont interpellés le 24 mars à leur domicile à Istanbul et Izmir,.
Au 25 mars, plus de 1 400 personnes ont été arrêtées en lien avec ces manifestations, selon le gouvernement turc. Les manifestations ont été interdites dans plusieurs villes. Au 29 mars, plus de 2 000 personnes ont été arrêtées officiellement.

## Contexte
L'impopularité du président Recep Tayyip Erdoğan est due notamment à la crise économique, qui a fait chuter le pouvoir d'achat de la population turque. L'inflation a été de 54 % en 2023 et de 44 % en 2024.
Depuis les élections municipales de mars 2024, onze maires, neuf du Parti de l'égalité et de la démocratie des peuples (DEM) dans les régions kurdes et deux du CHP dans des districts d'Istanbul, ont été destitués et remplacés par des administrateurs désignés par le gouvernement. Des dizaines de journalistes sont en prison et de nombreux médias ont été fermés.
En déclarant sa candidature à l'élection présidentielle plus de trois ans avant la date officielle du scrutin, Ekrem Imamoglu est devenu une cible prioritaire de Recep Tayyip Erdoğan, qu'il devance dans la plupart des sondages.
Amnesty International souligne que « la dernière décennie a été marquée par un durcissement considérable de la répression ainsi que par un recul inquiétant pour les droits humains. »

## Chronologie

### 18 mars: annulation du diplôme d'Ekrem İmamoğlu
L'université d'Istanbul annule le diplôme universitaire de Ekrem İmamoğlu, requis pour concourir à l'élection présidentielle, officiellement en raison d'irrégularités dans son transfert depuis une université de Chypre du Nord trente ans plus tôt. Cette décision affecte également vingt-sept autres anciens étudiants, dont au moins une professeure de l'université de Galatasaray.

### 19 mars: arrestation d'İmamoğlu et premières manifestations

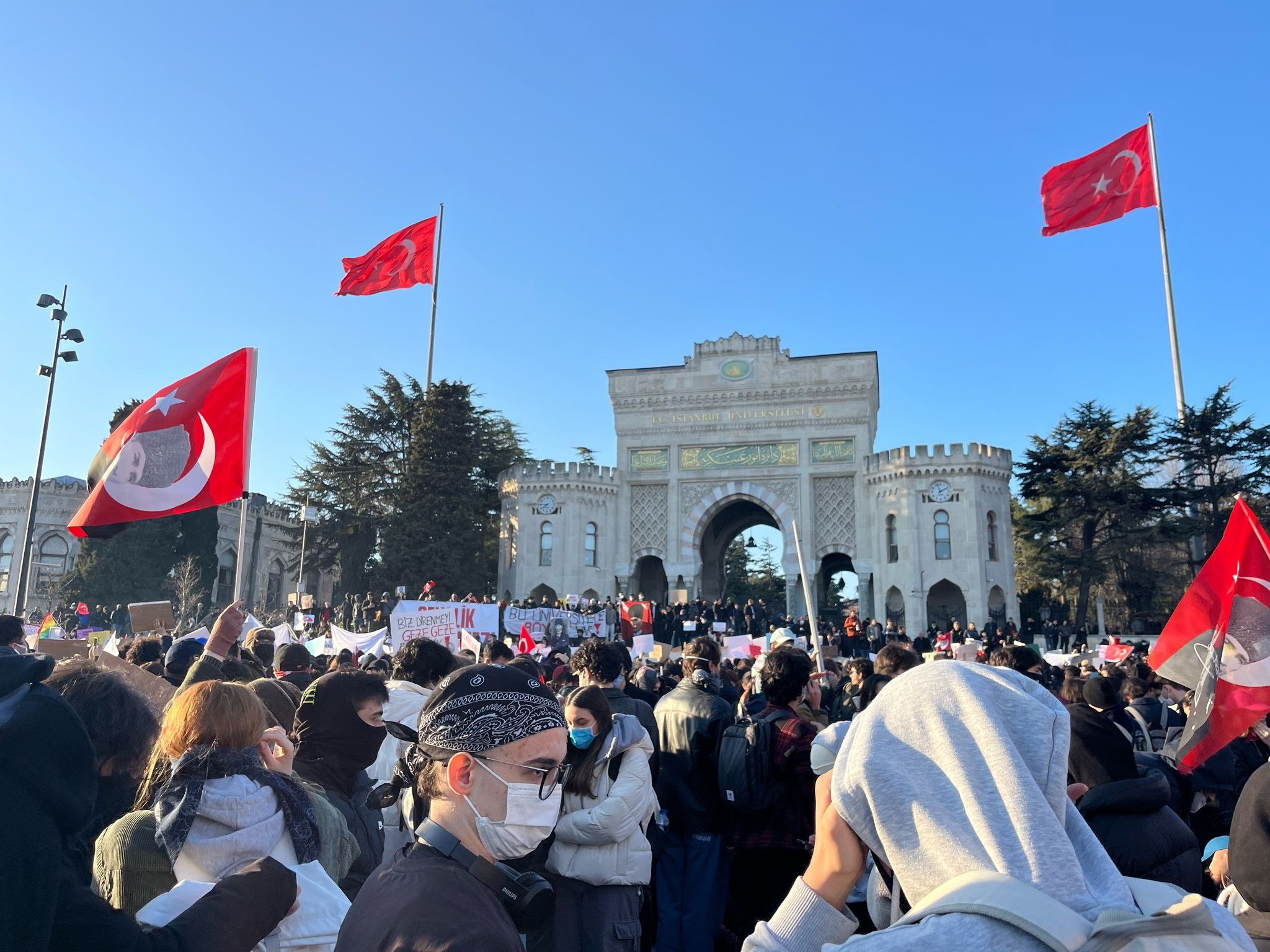
Manifestation étudiante devant la porte de l'Université d'Istanbul le 21 mars 2025.

À l'aurore, Ekrem İmamoğlu est interpellé à son domicile en même temps qu'une centaine de ses collaborateurs ainsi que des journalistes dans le cadre d'une enquête pour corruption, association criminelle et association terroriste. Dans la foulée, le préfet d'İstanbul interdit toute manifestation et tout rassemblement pour une durée de quatre jours et l'association Internet Free Web Turkey observe une réduction de la bande passante ainsi qu'un blocage des principaux réseaux sociaux par le parefeu national. 
Dans l'après-midi, les étudiants de l'Université d'Istanbul se rassemblent devant la porte de leur université, place Beyazıt, puis marchent vers la place Saraçhane, siège de la mairie métropolitaine d'Istanbul. Dans de nombreuses universités (Galatasaray, Yıldız Teknik, İstanbul Teknik), les étudiants lancent un appel au boycott et organisent des assemblées générales.   
Le soir, plusieurs dizaines de milliers de personnes se rassemblent devant la mairie métropolitaine où sont déployées de larges bannières à l'effigie d'Ekrem İmamoğlu suivie d'une citation d'Atatürk, « la souveraineté appartient inconditionnellement à la Nation ». Depuis la plateforme d'un bus, le président du CHP, Özgür Özel, et l'épouse du maire, Dilek İmamoğlu, prennent la parole.
À Ankara, des centaines de manifestants se rassemblent autour du siège du CHP pour protester aux côtés de plusieurs députés. Les étudiants de l'Université technique du Moyen-Orient (ODTÜ) défilent sur le campus pour exiger la démission du gouvernement. Après la marche, de nombreux manifestants tentent de se rendre à Kızılay, mais sont arrêtés par des barricades et unités de police. Le maire d'Ankara, Mansur Yavaş, annonce qu'il se rendra le lendemain à İstanbul pour apporter son soutien à İmamoğlu et aux dizaines de milliers de manifestants présents.
On signale de nombreuses manifestations à travers le pays, notamment Adana, Trabzon et İzmir. La police a déploit des TOMA et tire du gaz lacrymogène et des balles en plastique sur les manifestants à Istanbul, Ankara et Izmir.

### Jours suivants
Les manifestations organisées par le CHP se poursuivent devant la mairie d'Istanbul tous les soirs du 19 au 25 mars 2025. Partout dans le pays, y compris dans des villes réputées conservatrices ou acquises au pouvoir AKP comme Konya, Trabzon ou Rize, des foules se rassemblent spontanément dans la rue. A Istanbul, les manifestations étudiantes se déplacent à Beşiktaş puis Şişli à partir du 24 mars tandis que ODTÜ reste le principal centre de protestations à Ankara. 

#### 21 mars
Le 21 mars, le batonnier d'Istanbul et les membres de son conseil sont supendus pour propagande terroriste et diffusion de fausses informations, après avoir demandé une enquête sur la mort de deux journalistes kurdes survenue dans le cadre d'opérations de l'armée turque en Syrie. Les avocats manifestent aux abords de l'emblématique place Taksim.

#### 22 mars
Le 22 mars, le gouvernement annonce l'arrestation de 342 personnes, principalement des étudiants, la plupart à leur domicile ou à la fin des multiples manifestations. Des listes, selon certaines organisations étudiantes, auraient été établies à l’encontre de 31 jeunes à Ankara, 92 à Istanbul et 20 à Izmir. 
À partir du 22 mars, un appel au boycott d'entreprises réputées proches du gouvernement comme Espressolab, Ülker ou Şok émerge dans les discours contestataire. Cette action est endossée par le président du CHP qui publie une liste officielle le 24 mars, incluant les médias qui ne couvrent pas la contestation comme CNN Türk.

#### 28 mars
Le 28 mars, l'avocat d'Ekrem Imamoglu, Mehmet Pehlivan, est à son tour placé en garde à vue. Halk TV a affirmé que sa détention était liée à des allégations de « blanchiment d'actifs provenant d'un crime »,. Il a depuis été libéré sous contrôle judiciaire. En réponse, İmamoğlu a déclaré sur les réseaux sociaux : « Comme si le coup d'État contre la démocratie ne suffisait pas, ils ne supportent pas que les victimes de ce coup d'État se défendent ».
Deux autres journalistes couvrant les manifestations, Elif Bayburt, qui travaille pour l'agence de presse Etkin, et Nisa Suda Demirel, du site d'information Evrensel, ont été arrêtés le 28 mars, selon l'Union des journalistes turcs,,.
Plusieurs centaines de milliers de personnes manifestent à Istanbul le 29 mars à l'appel de l'opposition.

#### 29 mars
Plusieurs centaines de milliers de personnes manifestent à Istanbul contre le gouvernement.
10 avril
Les autorités turques ont relâché plus de 120 manifestants, principalement des étudiants incarcérés en lien avec ces mobilisations. Aucune action collective d’envergure n’a été rapportée depuis, suggérant une fin progressive du mouvement.

## Réactions

### En Turquie
L'arrestation du maire d'Istanbul puis les manifestations provoquent une crise de confiance dans les milieux économiques. La lire turque atteint son plus bas niveau historique, malgré une intervention massive de la banque centrale turque. 
Le président Erdogan affirme que « l’époque où l’on descendait dans la rue et brandissait le doigt contre la volonté nationale avec des organisations de gauche et des vandales est révolue ». 
Un député de la formation ultranationaliste MHP (Parti d’action nationaliste), pilier de la coalition gouvernementale, menace la direction du CHP de lui faire « perdre ses dents » si elle contestait les décisions de justice.
Le 22 mars, le gouverneur d’Istanbul prolonge l’interdiction des rassemblements et des manifestations de quatre jours. Il interdit également l’entrée et la sortie d’Istanbul d’« individus, de groupes et de véhicules susceptibles de participer à des actions illégales, individuellement ou collectivement ».

### À l'international
La communauté internationale, soucieuse de « ménager un allié stratégique », réagit « avec retenue » à la répression de l'opposition turque.
Le président français Emmanuel Macron regrette, le 22 mars, « le caractère systématique des poursuites contre les figures de l’opposition, de la société civile, les atteintes à la liberté de s’informer, de rassembler, l’arrestation et la mise en détention du maire d’Istanbul constituent de manière très claire des atteintes et des agressions ». 
Le Parlement allemand oppose sont veto à la vente de l’avion Eurofighter à la Turquie en protestation contre l’incarcération d'Ekrem İmamoğlu.

## Censure des médias
Le gouvernement fait censurer l'information, cherchant notamment à invisibiliser les manifestations. Dans les médias progouvernementaux, qui détiennent 90 % du paysage médiatique turc, les images des manifestations sont réduites à quelques scènes, répétées en boucle, d’affrontements avec la police. Ekrem İmamoğlu et ses collaborateurs y sont accusés de détournement d’argent, de terrorisme et de trahison, tandis que les déclarations des représentants de l'opposition sont ignorées. 
Le président du Conseil supérieur de la radio-télévision turc (RTÜK, équivalent turc de l'ARCOM), Ebubekir Sahin, a appelé les directeurs des chaînes de télévision dans la nuit du 21 mars 2025 pour leur ordonner de cesser leurs émissions en direct, sous menace d'annulation des licences.
Le 27 mars, le RTÜK sanctionne quatre chaines d'opposition pour avoir couvert les manifestations. Sözcü TV reçoit ainsi une interdiction de diffusion de 10 jours sous chef d' « incitation à la haine et à l'hostilité » lors de ses émissions en direct depuis Istanbul, Ankara et Izmir. Halk TV et Tele 1 reçoivent des amendes administratives et la suspensions de certaines émissions pour des raisons similaires,. Le même jour, un journaliste de la BBC venu couvrir les manifestations est expulsé du pays, le gouvernement l'accusant de constituer « une menace pour l'ordre public ». Un journaliste suédois du journal Dagens ETC est arrêté : « Ils m'emmènent pour m'interroger », a-t-il écrit, relayé par son rédacteur en chef. Il est ensuite placé en détention à Istanbul au motifs de « terrorisme » et « d'insulte au président » Erdogan,. Le syndicat des journalistes (TGS) turc annonce de son côté l'arrestation à l'aube de deux reporters de médias de gauche critiques du pouvoir.
Deux journalistes d'investigation turcs, Timur Soykan et Murat Agirel, sont arrêtés le 11 avril et leurs maisons perquisitionnées. Tous deux avaient révélé  dans une émission sur YouTube ce qui constituaient selon eux des irrégularités dans les enquêtes visant le maire d'Istanbul Ekrem Imamoglu et six autres maires du CHP.
L'organisation Reporters sans frontières dénonce une répression systématique des médias indépendants et souligne que « les détentions de journalistes ne cessent de se multiplier ».
L’accès aux réseaux sociaux a été restreint pour empêcher la diffusion d’informations et limiter l’organisation des protestations. Des centaines comptes de journalistes, de militants et de figures de l’opposition ont été bloqués sur les réseaux sociaux. Le journaliste belge Chris Den Hond, membre du comité de rédaction d’Orient XXI, s’est vu interdire l’entrée sur le territoire turc.

## Violences policières
Amnesty International critique un « recours totalement injustifié à la force par les forces de police ». Les tirs de balles en caoutchouc, parfois à bout portant au niveau du visage et du torse, ont fait de nombreux blessés, tandis que des manifestants au sol ont été frappés à coups de matraque et de pied.

## Poursuite de la répression de l'opposition
Le 26 avril, une cinquantaine de personnes appartenant à l’entourage de Ekrem İmamoğlu sont arrêtées par la police. Parmi les personnes arrêtées figurent le chef de cabinet du maire, Kadriye Kasapoglu, le frère de son épouse Dilek Imamoglu, le responsable de l'administration chargée des Eaux et d'anciens responsables de la mairie.
Le 1er juin, 28 membres de la municipalité d’Istanbul sont arrêtés et des dizaines d'autres placés sous mandats d’arrêt.
Le 4 juin, cinq autres maires membres du CHP sont emprisonnés. 
Le 1er juillet, plus de 120 membres de la municipalité CHP d'Izmir sont arrêtés.  

### Autres manifestations en 2024-25
- Manifestations de 2024-2025 en Serbie
- Manifestations de 2025 en Slovaquie
- Manifestations post-électorales en Géorgie en 2024-2025